# Estadi La Magdalena
L'Estadi de la Magdalena és un estadi de futbol situat al municipi valencià de Novelda (Vinalopó Mitjà), en el qual el Novelda Club de Futbol disputa els seus partits com a local. Forma part del Camp d'Esports La Magdalena, pertanyent a l'Ajuntament de Novelda. Té una capacitat actual d'aproximadament 6.500 espectadors, amb 1800 seients distribuïts entre la zona de preferent i de tribuna, aquesta última coberta.

## Història
L'Estadi La Magdalena es va inaugurar oficialment el 1949, en un partit amistós disputat entre l'equip local, el Novelda Club de Futbol i el València CF, amb la superfície encara de terra.
Posteriorment, en l'època daurada de l'equip (que va coincidir amb els ascensos a tercera divisió i Segona B) es va canviar la terra per gespa natural, superfície sobre la qual la ciutat de Novelda va veure passar a jugadors com Carles Puyol, Xavi Hernández o Oleguer Presas quan militaven en el FC Barcelona B. Sobre la gespa artificial també es van produir trobades de Copa del Rei de futbol davant equips com el Reial Saragossa, UD Las Palmas o València CF (any 2001), aquests dos últims eliminats pel Novelda CF en l'eliminatòria a partit únic. Però el moment més recordat que s'ha viscut en l'Estadi La Magdalena és, sens dubte, la victòria en la primera ronda de la Copa del Rei davant el FC Barcelona per 3-2 l'11 de setembre de 2002, amb tres gols de Jesús Antonio Madrigal.
L'any 2009, l'Ajuntament de Novelda, propietari del recinte, va rebre una subvenció per part de la Diputació d'Alacant per a substituir la gespa natural per l'artificial. Aquesta obra va començar al juliol de 2009 i va acabar el gener de 2010, estrenant la nova superfície un partit corresponent a la jornada 19 de la Tercera Divisió grup VI disputat entre el Novelda CF i el Jove Espanyol el 6 de gener d'aqueix mateix any.

## Instal·lacions
L'Estadi La Magdalena té actualment unes dimensions de 97 metres de llarg x 65 metres d'ample. Compta amb dos bars (un d'ells desocupat), sala de premsa, sala per a convidats VIP, marcador electrònic i quatre torres d'il·luminació artificial. Així mateix té els corresponents vestidors per a l'equip local i el visitant, i el vestidors per al trio arbitral. Actualment s'està construint la seu social del Novelda CF.